# Manfred von Clary und Aldringen
Manfred von Clary und Aldringen, detto anche von Clary-Aldringen (Vienna, 30 maggio 1852 – Salisburgo, 12 febbraio 1928), è stato un politico e nobile austriaco.

## Biografia

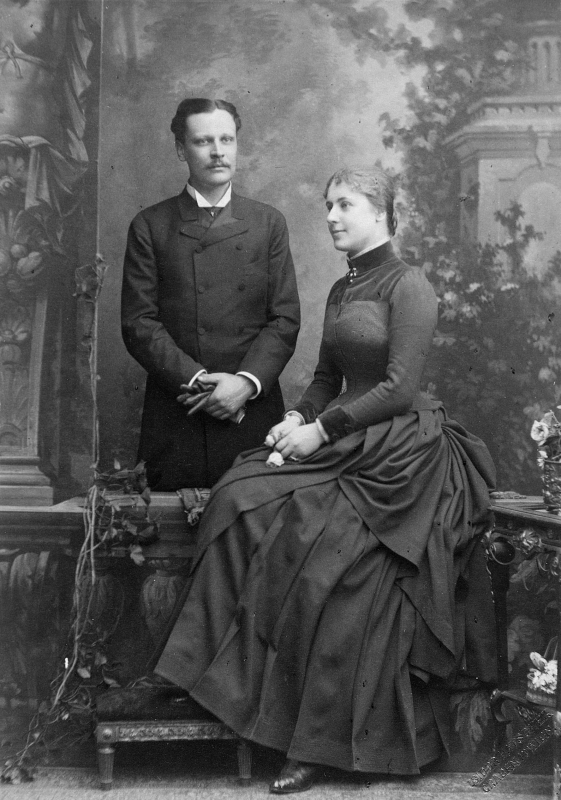
Il conte Manfred von Clary und Aldringen e la moglie

Nato in una nobile famiglia austriaca di origini boeme, era figlio del principe Edmund Moritz e di sua moglie, la principessa Elisabeth-Alexandrine von Ficquelmont. Era fratello minore del principe Siegfried von Clary und Aldringen (1848–1929) che fu noto diplomatico della sua epoca, nonché nipote del conte Karl Ludwig von Ficquelmont (1777–1857), a suo tempo primo ministro dell'impero austriaco.
Nel 1884, sposò a Vienna la contessa Franziska Pejácsevich von Veröcze, erede di una delle famiglie più potenti della Croazia che discendeva dai principi Esterházy von Galántha. La coppia ebbe due figli insieme.

### La carriera politica
Il conte Clary-und-Aldringen studiò legge all'Università di Vienna prima di iniziare la sua carriera politica nell'impero austriaco. All'epoca la politica austriaca era dominata dalle cosiddette 100 familien (100 famiglie), esponenti dell'alta aristocrazia locale di cui Manfred era un perfetto esponente.
Il 22 febbraio 1896, divenne governatore del länder della Slesia austriaca, incarico di grande rilievo in una regione chiave dell'impero: non solo il länder era ricco di risorse naturali ma si trovava anche al confine con il territorio degli imperi russo e tedesco. La Slesia austriaca era inoltre un territorio particolarmente carico di tendenze nazionaliste e protagonista degli irredentismi dell'Europa centrale.
Nel 1898, il conte Manfred divenne governatore e rappresentante al reischrat per il länder della Stiria, incarico ancora più importante del precedente. La Stiria era infatti uno dei motori principali dell'economia austro-ungarica dell'epoca nonché sede di industrie e aziende agricole di vitale importanza; Graz, il suo capoluogo, era una delle città più popolose dell'impero.
Dal 2 ottobre al 21 dicembre 1899, il conte Clary-und-Aldringen fu ministro presidente dell'Austria, seguendo i passi di suo nonno, il conte Karl Ludwig von Ficquelmont (1777–1857) che era succeduto a suo tempo come primo ministro al principe Metternich nel 1848. Il conte Clary und Aldringen venne visto a suo tempo come un modernizzatore e come uno degli uomini simbolo della rinascita dell'impero austro-ungarico nonché come rappresentante dell'ultima influenza dell'alta aristocrazia austriaca nella politica nazionale. Si batté particolarmente, come presidente della Croce Rossa della Cisleitania, affinché venisse diffuso il vaccino per combattere la tubercolosi anche nelle terre della corona austriaca.

### Gli ultimi anni

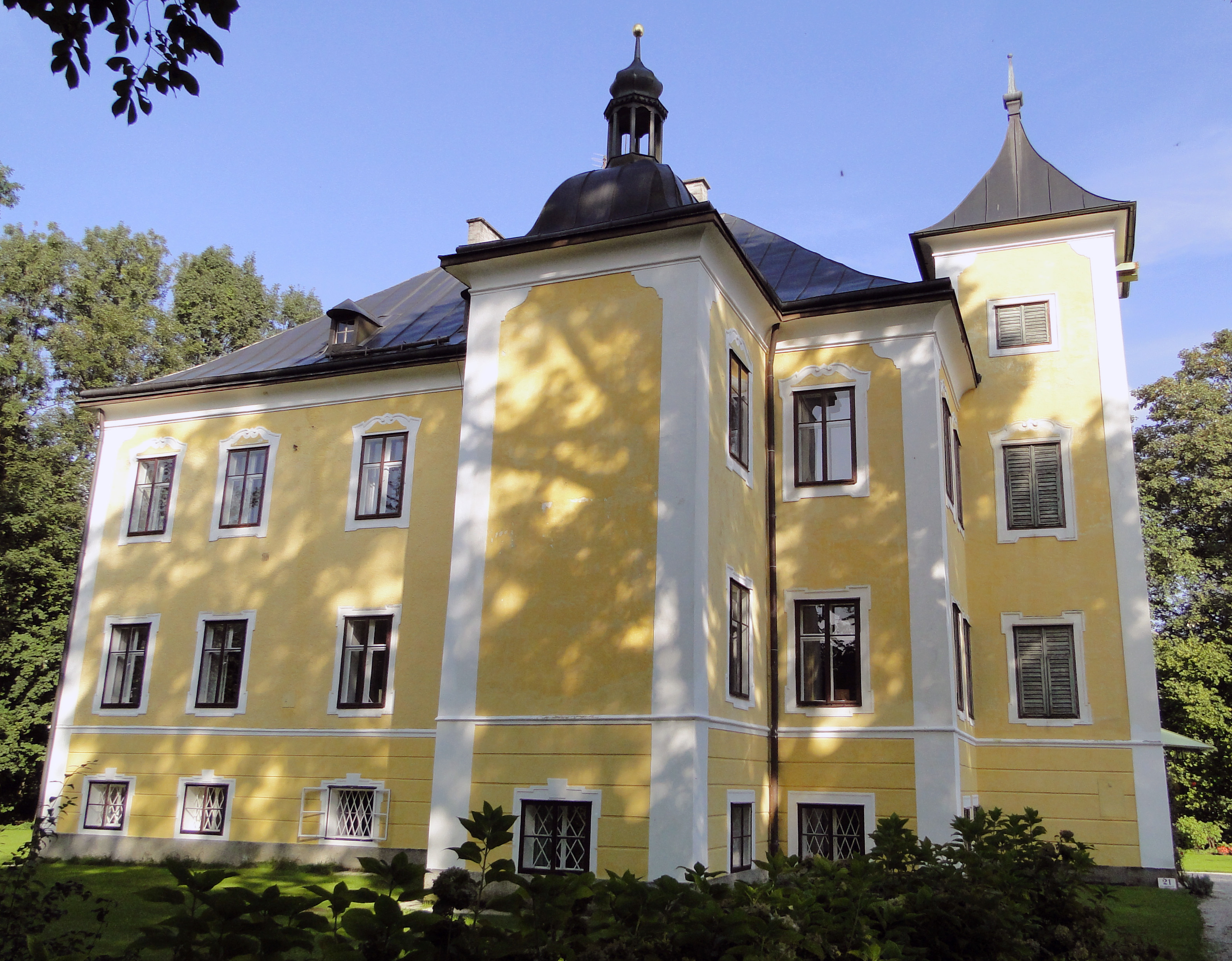
Il castello di Herrnau, a Salisburgo

Dopo la caduta dell'impero austro-ungarico dopo la sconfitta delle Potenze Centrali nell'autunno del 1918, il conte Manfred diede le proprie dimissioni dai propri incarichi politici e si ritirò nelle sue residenze in Austria ed in quella della sua famiglia in Boemia, a Teplice.
Il 12 febbraio 1928, il conte Manfred von Clary-und-Aldringen morì nella sua residenza di Salisburgo, il castello di Herrnau.